# Werewolves Within
Werewolves Within (bra: Um Lobo entre Nós) é um filme de comédia de terror estadunidense de 2021 dirigido por Josh Ruben a partir de um roteiro de Mishna Wolff, baseado no jogo de videogame de mesmo nome da Red Storm Entertainment. É estrelado por Sam Richardson, Milana Vayntrub, George Basil, Sarah Burns, Michael Chernus, Catherine Curtin, Wayne Duvall, Harvey Guillén, Rebecca Henderson, Cheyenne Jackson, Michaela Watkins e Glenn Fleshler.
Os planos para uma adaptação cinematográfica de Werewolves Within começaram em outubro de 2018, com Wolff escrevendo o roteiro e a Ubisoft Motion Pictures produzindo-o. O elenco foi anunciado no início de 2020 e as gravações começaram em fevereiro de 2020.
O filme teve sua estreia mundial no Tribeca Film Festival em 16 de junho de 2021, sendo lançado em alguns cinemas nos Estados Unidos em 25 de junho de 2021, seguido por um lançamento como vídeo sob demanda em 2 de julho, pela IFC Films.

## Elenco
- Sam Richardson como Finn Wheeler
- Milana Vayntrub como Cecily Moore
- Wayne Duvall como Sam Parker
- Catherine Curtin como Jeanine Sherman
- Michaela Watkins como Trisha Anderton
- George Basil como Marcus
- Sarah Burns como Gwen
- Michael Chernus como Pete Anderton
- Cheyenne Jackson como Devon Wolfson
- Harvey Guillén como Joaquim Wolfson
- Glenn Fleshler como Emerson Flint
- Rebecca Henderson como Dr. Jane Ellis
- Patrick M. Walsh como Dave Sherman
- Anni Krueger como Charlotte

## Recepção
No Rotten Tomatoes, o filme tem um índice de aprovação de 86% com base em 97 críticas, com uma classificação média de 6,8/10. O consenso dos críticos do site diz: "Werewolves Within é uma rara comédia de terror que oferece porções iguais de ambos os gêneros - e resulta em muita diversão na barganha".  De acordo com o Metacritic, que atribuiu uma pontuação média ponderada de 65 em 100 com base em 16 avaliações, o filme recebeu "críticas geralmente favoráveis". É o filme de maior audiência baseado em um videogame.